# فرانك موراليس
فرانك موراليس (بالإنجليزية: Frank Morales)‏ هو قسيس أمريكي، ولد في 1949 في نيويورك في الولايات المتحدة.